# Shimizu Ryuzo (1975)
Ryuzo Shimizu (sinh ngày 1 tháng 7 năm 1975) là một cầu thủ bóng đá người Nhật Bản.

## Sự nghiệp câu lạc bộ
Ryuzo Shimizu đã từng chơi cho Shimizu S-Pulse.